# Pyrgulopsis isolata
The elongate-gland springsnail, danh pháp hai phần Pyrgulopsis isolata, là một loài ốc nước ngọt cỡ nhỏ có nắp, là động vật thân mềm chân bụng sống dưới nước thuộc họ Hydrobiidae. Đây là loài đặc hữu của Hoa Kỳ.